# ناتاشا سنت پیر
ناتاشا سنت پیر (به انگلیسی: Natasha St-Pier) (زاده ۱۰ فوریه ۱۹۸۱) خواننده کانادایی است.
او در مسابقه آواز یوروویژن ۲۰۰۱ نماینده فرانسه بود.